# 16 (зупинний пункт)
№ 16 — пасажирська зупинна залізнична платформа Лиманської дирекції Донецької залізниці.
Розташована за декілька км від с. Новолозуватівка, Синельниківський район, Дніпропетровської області на лінії Покровськ — Чаплине між станціями Удачна (16 км) та Межова (4 км).
На платформі зупиняються приміські електропоїзди.